# T. Frank Hayes
T. Frank Hayes (* 6. Juli 1883 in Waterbury, Connecticut; † 26. März 1965 ebenda) war ein US-amerikanischer Politiker. Zwischen 1935 und 1939 war er Vizegouverneur des Bundesstaates Connecticut.

## Werdegang
Über die Jugend und Schulausbildung von Frank Hayes ist nichts überliefert. Auch über seinen beruflichen Werdegang jenseits der Politik gibt es in den Quellen keine Angaben. Politisch wurde er Mitglied der Demokratischen Partei. Zwischen 1927 und 1930 saß er als Abgeordneter im Repräsentantenhaus von Connecticut; von 1930 bis 1939 war er Bürgermeister von Waterbury. Dieses Amt übte er ab 1935 gleichzeitig mit jenem des Vizegouverneurs aus. In den Jahren 1932 und 1936 nahm er als Delegierter an den Democratic National Conventions teil, auf denen jeweils Franklin D. Roosevelt als Präsidentschaftskandidat nominiert wurde.
1934 wurde Hayes an der Seite von Wilbur Lucius Cross zum Vizegouverneur von Connecticut gewählt. Dieses Amt bekleidete er zwischen 1935 und 1939. Dabei war er Stellvertreter des Gouverneurs und Vorsitzender des Staatssenats. Im Jahr 1938 geriet Hayes mit dem Gesetz in Konflikt. Zusammen mit 26 anderen Personen wurde er wegen Betrugs und Veruntreuung zu Ungunsten der Stadt Waterbury angeklagt und später zu einer Gefängnisstrafe von 10 Jahren verurteilt. 1949 kam er wieder frei. Frank Hayes starb am 26. März 1965 an den Folgen eines Herzanfalls in einem Krankenhaus in Waterbury.